# Фатехсинграо Гаеквад II

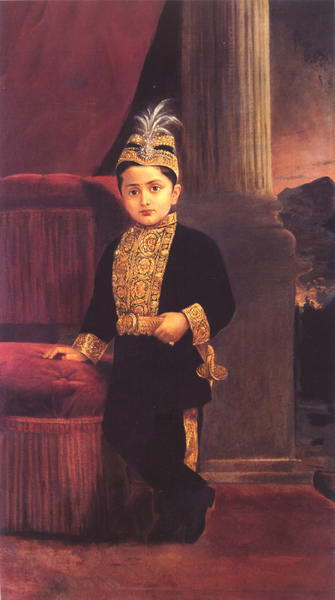
Фатехсинграо Гаеквад II в детстве, художник — Рави Варма

Фатехсинграо Пратапрао Гаеквад II (2 апреля 1930, Барода — 1 сентября 1988, Бомбей) — индийский политик, игрок в крикет, титульный махараджа Бароды с 1951 по 1988 год. В 26-й поправке к Конституции Индии, принятой в 1971 году, правительство Индии отменило все официальные символы княжеской Индии, включая титулы, привилегии и вознаграждение (личные кошельки).

## Биография
Фатехсинграо Гееквад родился 2 апреля 1930 года в семье Пратапа Сингха Геквада (1908—1968), последнего правящего махараджи Бароды (1939—1951), и его первой жены, Махарани Шантадеви Сахиб Геквад (1914—2002). Он стал титульным махараджей Бароды в 1951 году, когда его отец был свергнут правительством Индии.
Он занимал государственную должность в качестве члена парламента от Вадодары с 1957 по 1967 год и с 1971 по 1980 год, представляя различные фракции Конгресса. В 1967 году он не участвовал в выборах в Лок Сабха и был избран в Гуджарат Видхан Сабха от Саяджиганджа. Во время своего пребывания в Лок Сабхе он занимал посты парламентского секретаря Министерства обороны, министра здравоохранения, рыболовства и тюрем, ректора Университета Махараджи Саяджирао в Бароде и председателя совета управляющих Национального института спорта в 1962-63 годах. Он также был автором книги «Дворцы Индии» (1980).
Будучи игроком в крикет, Гаеквад представлял «Бароду» на «Трофее Раньи» с 1946 по 1958 год и набрал 99 очков в своем первом сезоне. Он был атакующим правшой с битой. В период с 1948 по 1954 год он неоднократно играл против туринговых команд. Он был экспертом-комментатором по крикету на радио и стал почетным пожизненным членом MCC.
Гаеквад был президентом Контрольного совета по крикету в Индии с 1963 по 1966 год, после занимал пост вице-президента с 1959 по 1960 год и снова в 1962-63 годах. Он был менеджером Ассоциации крикета Бароды с 1960 года. Известный в Англии как «Джеки Барода», он руководил индийским турне по Англии в 1959 году и по Пакистану в 1978-79 и 1982-83 годах. Он до сих пор является самым молодым президентом BCCI.
Он скончался в больнице Breach Candy в Бомбее 1 сентября 1988 года в возрасте пятидесяти восьми лет, его сменил на посту титульного махараджи Бароды его младший брат Ранджитсинхрао Гаеквад.
22 апреля 1950 года в Джодхпуре Фатехсинграо Гаеквад женился на Махарани Шримант Акханд Субхагьявати Падмаватидеви Сахиб Гееквад (14 декабря 1930 — май 1982), урожденной Махараджкумари Шри Раджендра Канвар Байджи Лал Сахиба, единственной дочери генерал-лейтенанта Раджи Раджешвара Сарамад-и-Раджа-и-Хиндустана Махараджадхираджи Махараджи Шри Умайда Сингхджи Сахиба Бахадура, махараджи Джодхпура, и его жены, Махарани Шри Бадан Канвар Байджи Сахибы. Их брак был бездетным.